# بنو دارم
بنو دارم هم أحد الفروع الرئيسية من قبيلة بني تميم. تركز وجودهم تاريخيًا في فترة ما قبل الإسلام في مناطق اليمامة ونجد وشرق الجزيرة العربية.

## النسب
|           |           |           |           |           |           |  |  | عدنان       |             |             |             |             |             |  |  |          |          |          |          |          |          |  |  |  |  |
|           |           |           |           |           |           |  |  |             |             |             |             |             |             |  |  |          |          |          |          |          |          |  |  |  |  |
|           |           |           |           |           |           |  |  | مضر         |             |             |             |             |             |  |  |          |          |          |          |          |          |  |  |  |  |
|           |           |           |           |           |           |  |  |             |             |             |             |             |             |  |  |          |          |          |          |          |          |  |  |  |  |
|           |           |           |           |           |           |  |  | خندف        |             |             |             |             |             |  |  |          |          |          |          |          |          |  |  |  |  |
|           |           |           |           |           |           |  |  |             |             |             |             |             |             |  |  |          |          |          |          |          |          |  |  |  |  |
|           |           |           |           |           |           |  |  | تميم        |             |             |             |             |             |  |  |          |          |          |          |          |          |  |  |  |  |
|           |           |           |           |           |           |  |  |             |             |             |             |             |             |  |  |          |          |          |          |          |          |  |  |  |  |
|           |           |           |           |           |           |  |  | حنظلة       |             |             |             |             |             |  |  |          |          |          |          |          |          |  |  |  |  |
|           |           |           |           |           |           |  |  |             |             |             |             |             |             |  |  |          |          |          |          |          |          |  |  |  |  |
|           |           |           |           |           |           |  |  | دارم        |             |             |             |             |             |  |  |          |          |          |          |          |          |  |  |  |  |
|           |           |           |           |           |           |  |  |             |             |             |             |             |             |  |  |          |          |          |          |          |          |  |  |  |  |
|           |           |           |           |           |           |  |  |             |             |             |             |             |             |  |  |          |          |          |          |          |          |  |  |  |  |
| بنو مجاشع | بنو مجاشع | بنو مجاشع | بنو مجاشع | بنو مجاشع | بنو مجاشع |  |  | بنو عبدالله | بنو عبدالله | بنو عبدالله | بنو عبدالله | بنو عبدالله | بنو عبدالله |  |  | بنو نهشل | بنو نهشل | بنو نهشل | بنو نهشل | بنو نهشل | بنو نهشل |  |  |  |  |

دارم بن مالك بن حنظلة بن مالك بن زيد مناة بن تميم بن مر بن إد بن طابخة بن إلياس بن مضر بن نزار بن معد بن عدنان من ذرية إسماعيل بن إبراهيم عليهما السلام.
أمه: ابنة الأحب بن مالك بن عدي بن مراغم بن سعد اللّٰه بن فران بن بلي بن عمرو بن الحاف بن قضاعة.
زوجاته:
- ماوية بنت ظالم بن دنين بن سعد بن أشرس بن زيد بن عمرو بن تميم، وأنجبت له:
  - عبدالله ابن دارم
  - مجاشع ابن دارم
  - سدوس ابن دارم
  - خيبري ابن دارم

- رقاش بنت شهبرة بن قيس بن مالك بن زيد مناة بن تميم، وهي وأنجبت له:
  - نهشل ابن دارم
  - جرير ابن دارم

- هند بنت الحارث بن تيم الله بن ثعلبة بن عكابة بن صعب بن علي بن بكر بن وائل، وأنجبت له:
  - أبان ابن دارم
  - شيطان ابن دارم
  - جوّال ابن دارم

- ليلى بنت لأي بن عبد مناف بن الحارث بن سعد هذيم بن زيد بن ليث بن سود بن أسلم بن الحاف بن قضاعة، وأنجبت له:
  - مناف ابن دارم

## بطون بني دارم
وبطون بني دارم ثمانية وهم:
- بنو عبدالله ابن دارم (العبدلي) أو (العبدي)
  - زيد ابن عبد الله
  - أمية ابن عبد الله
  - معاوية ابن عبد الله
  - قشة ابن عبد الله
  - وهب ابن عبد الله
  - عبد مناة ابن عبد الله
  - ذؤيب ابن عبد الله

- بنو نهشل ابن دارم (النهشلي)
  - زيد ابن نهشل
  - عبد الله ابن نهشل
  - جندل ابن نهشل
  - قطن ابن نهشل
  - جرول ابن نهشل
  - صخر ابن نهشل
  - وبير ابن نهشل

- بنو مجاشع ابن دارم (المجاشعي)
  - سفيان ابن مجاشع
  - الأبيض ابن مجاشع
  - عامر ابن مجاشع
  - شيطان ابن مجاشع
  - الحشر ابن مجاشع
  - ثعلبة ابن مجاشع
  - القداح ابن مجاشع
  - ذريح ابن مجاشع
  - النعمان ابن مجاشع
  - حرام ابن مجاشع
  - مجاشع ابن مجاشع
  - عبد الله ابن مجاشع
  - الجوال ابن مجاشع

- بنو أبان ابن دارم (الأباني)
  - مرة ابن أبان
  - سيف ابن أبان
  - سعد ابن أبان
  - عبدالله ابن أبان
  - معقل ابن أبان
  - ربيعة ابن أبان
  - سيار ابن أبان

- بنو جرير ابن دارم (الجريري)
  - بنو فقيم ابن جرير (الفقيمي)
    - زهير ابن فقيم
    - عبد الله ابن فقيم
    - مرة ابن فقيم
    - دحداحة ابن فقيم
    - مظهر ابن فقيم
    - خشنة ابن فقيم
    - مؤالة ابن فقيم

- بنو سدوس ابن دارم (السدوسي)
  - الحارث ابن سدوس

- بنو مناف ابن دارم (المنافي)
  - لأي ابن مناف
  - حصين ابن مناف
  - الحارث ابن مناف
  - زيد ابن مناف
  - حبيش ابن مناف

- بنو خيبري ابن دارم
  - معرض ابن خيبري
  - ضباب ابن خيبري

- بنو شيطان ابن دارم

وليس لهم بقية.
- بنو الجّوال ابن دارم

وليس لهم بقية.
أما حالياً فينقسمون إلى ثلاث:
- ذرية مجاشع ابن دارم (المجاشعي)
- ذرية عبدالله ابن دارم (العبدلي)
- ذرية نهشل ابن دارم (النهشلي)

وأما بقية دارم تحت المسميات الثلاث أو أحلاف مع قبائل أخرى

## ديارهم
في عهد الجاهلية:
وديارهم في الجاهلية:شرق الجزيرة، واليمامة، ونجد.
- أبان: بفتح الهمزة وآخره نون: جبل بين فيد والنبهانية، أبيض وجبل أسود وهما أبانان، كلاهُما مُحدد الرأس، كالسنان وهما لبني عبد مناف بن دارم.[7]

- البَيضة: البَيضة بالفتح موضع بجانب الصمان لبني دارم، والبيضة التي بالصمان لا تزال معروفة في جنوبه، وهي أرض صلبة ذات آكام غير مرتفعة، واقعة غربي بلدة حرض، متاخمة للدهناء من الشرق، ممتدة من جنوب الملسونية، ومنها وجانبها الشرقي يدعى بيضة حرض، وطريق مزاليج القديم كان يدعى البيضة جنوبه، لأنها أرض صلبة حرشاء، والبيضة هذه محاذية لصمان يبرين من الشمال.[8]

- تلعة: تقع تلعة في شعبة بين صدي جبل وهي ماء لبني فقيم بن جرير بن دارم.[9]

- ثبرة: ثبرة من أرض تميم قريب من طويلع لبني مناف بن دارم ولبني مالك بن حنظلة على طريق الحجّاج إذا أخذوا على المنكدر.[10]

- ثهمد: مَوْضعٌ معروف في بلاد العرب لبني دارم.[11]

- الجرباء ماء قريبة من طويلع لبني فقيم من دارم.[12]

- الجعور: خبراء لبني نهشل، والجعور، الأخرى: خبراء لبني عبد الله بن دارم؛ يملأ الغيث الواحد كلتيهما، فإذا امتلأتا وثقوا بكرع شتائهم.[13]

- خزازى: جبل لبني دارم.[14]

- الخمَّة: تقع الخمة في الصمان، وهي مصنعة لبني عبدالله بن دارم ليس بالبادية أعظم منها، هي بين الدّوّ والصّمّان، ولا تزال الخمّة معروفة بهذا الاسم.[15][16]

- رامة: هضبة، وقيل جبل لبني دارم، تقع جنوب شرق مدينة الرس، وهي موضعان مرتفعان من الرمل الأحمر.[17]

- الرمادة: ماءة عظيمة يقال لها الرمادة لبني فقيم بن جرير بن دارم ولبني مناف بن دارم، تقع ناحية الدو.[12]

- زرود: جبل رمل، لبني مجاشع، وهو بين ديار بنى عبس وديار بنى يربوع، متّصل بجدود.[18][19]

- السرير: وادي لبني دارم.[20]

- سنام: جبل لبني دارم بين البصرة واليمامة.[21][22][23]

- الشَّيِّطانِ: بالفتح ثم الكسر والتشديد، وآخره نون، من شيّطت رأس الغنم وشوّطته إذا أحرقت صوفه لتنظفه، وهو تثنية شيّط، وهما قاعان فيهما حوايا للماء، قال نصر: الشّيّطان واديان في ديار بني تميم لبني دارم أحدهما طويلع أو قريب منه.[24]

- الصمان: وهي أرض فيها غلظ وارتفاع وفيها قيعان واسعة وخبارى تنبت السدر عذبة ورياض معشبة، وإذا أخصبت ربعت العرب جمعا،[25] لضبة، وكعب بن العنبر وهي عبد الله ونهشل ابني دارم.[15]

- طويلع: موضع ماء نصفه لبني ضبة والنص الآخر لبني فقيم من دارم، ولبني مناف بن دارم بن ركية، ولبني ربيعة بن مالك بن دارم بن ركيتان.[15]

- عاقل: واد لبني ابان بن دارم من دون بطن الرمّة وهو يحاذي منعج من قدامه وعن يمينه.[26][27]

- عينين بلدة قديمة، وماء من مياه العرب، تقع في مرتفعات بلدة الجبيل على ساحل الخليج العربي، وفيها عينان قديمتان كان بها يوم من أيام بني دارم.[28]

- القرعاء ماء أسفل من الصمان لبنو عبدالله بن دارم كان لرجل يقال له الأقرع من بني تيم الله بن ثعلبة فانتزعتها بنو عبدالله.[29]
- القمراء: موضع لبنى مخرّبة، من بنى نهشل بن دارم.[30]

- القممية: موضع ببطن فلج فوق حفر الباطن، لبني نهشل بن دارم.[31]

- قنور موضع ماء بين طويلع والرمادة لبني مناف بن دارم.[12]

- المقاد: جبل لبني فقيم بن جرير بن دارم.[32][33]

المِقَرُّ (كاظمة): اسم جبل كاظمة في ديار بني دارم.
لحظة: ماء لبني فقيم بن جرير بن دارم.
لصاف: موضع ماء بجانب القرعاء لبني نهشل بن دارم.
اللهيماء: ماء لبني مجاشع بن دارم
الهُيَيْمَا: اسم موضع لبني مجاشع بن دارم وحدثت فيه وقعة.
منعج: ماء لبني أبان بن جرير بن دارم.
الورلة: ماء لبني عبدالله بن دارم.
الوريعة: حزم لبني فقيم بن جرير بن دارم.
الوقيط: ماء لبني مجاشع بأعلى بلاد بني تميم، إلى بلاد بني عامر.
هجر وهَجَر قاعدة البحرين، وملوكُ البحرين هم أبناء عبد اللّٰه بن دارم من بني تميم، والمنذر بن ساوَى هو أحدُ بني عبد الله بن زيد بن عبد الله بن دارم التميميّ، وكان صاحبَ البحرين وملكها حينما ظهر الإسلام.
في عهد الإسلام:
وأما في عهد الإسلام وفي وقت الفتوحات انطلقوا مع الجيوش الإسلامية وتفرقوا في نواحي ديار المسلمين وتلك ابرز ما استوطنوا من الديار:
- إقليم خراسان: استقروا بكثرة، وكان لهم تأثير كبير في الفتوحات الإسلامية هناك وبرزت منهم شخصيات مؤثرة في تلك الحقبة مثل: خازم بن خزيمة الدارمي.

- إقليم العراق: تواجدوا بأعداد كبيرة، وظهرت منهم العديد من الشخصيات البارزة، أبرزهم الفرزدق الدارمي الشاعر المشهور.

- إقليم الشام: تواجدوا واستوطنوا بعض المناطق الهامة.

- شمال أفريقيا: استقرت اعداد قليلة هناك ومن اولئك: تمام بن تميم الدارمي.

- الأندلس: استقروا ضمن الدّيار الإسلامية وخاصة في شرقها ووسطها، "وإلى يومنا هذا يوجد مدينة في إسبانيا باسم بني دارم Benidorm".

- شبه الجزيرة العربية: وبقي عدد منهم في وطنهم الأصلي والبعض عاد إليه.

وأما حالياً فيسكنون:
- ذرية عبدالله ابن دارم: الأغلبية في الدول الخليج والبعض في العراق والأحواز.

- ذرية مجاشع ابن دارم: الاغلبية في العراق والبعض في الأحواز.

- ذرية نهشل ابن دارم: الأغلبية في الأحواز والبعض في العراق.

ويسكنون ايضاً: قطر والإمارات والكويت والبحرين وعمان وشمال افريقيا وإيران.

## إسلامهم
قَدِمت على رسول الله ﷺ وفود العرب، فقدم عليه وفد بني تميم، في عدد من أشرافهم، منهم عطارد ابن حاجب الدارمي "وكان رئيس الوفد"، الأقرع بن حابس الدارمي، والزبرقان بن بدر، وقيس بن عاصم، وعمرو بن الأهتم، والحتات بن يزيد الدارمي. في وفد عظيم من بني تميم.
فلما قدم وفد بني تميم ودخلوا المسجد نادوا رسول اللهﷺ من وراء حجراته أن اخرج إلينا يا محمد، فآذى ذلك رسول الله ﷺ من صياحهم، فخرج إليهم.
فقالوا:«يا محمد جئناك نفاخرك فأذن لشاعرنا وخطيبنا».
قال ﷺ:«قد أذنت لخطيبكم، فليقل».
فقام عطارد بن حاجب فقال:«الحمد لله الذي له علينا الفضل والمن وهو أهله، الذي جعلنا ملوكا، ووهب لنا أموالا عظاما نفعل فيها المعروف، وجعلنا أعزة أهل المشرق، وأكثره عددا، وأيسره عدة، فمن مثلنا في الناس، ألسنا برؤس الناس، وأولي فضلهم، فمن فاخرنا فليعدد مثل ما عددنا، وإنا لو نشاء لأكثرنا الكلام، ولكن نخشى من الإكثار فيما أعطانا، وإنا نعرف بذلك، أقول هذا لأن تأتوا بمثل قولنا، وأمر أفضل من أمرنا». ثم جلس.
فقال رسول الله ﷺ لثابت بن قيس فأجب الرجل في خطبته، فقام ثابت فقال:«الحمد لله الذي السموات والأرض خلقه قضى فيهن أمره ووسع كرسيه علمه ولم يك شيء قط إلا من فضله ثم كان من قدرته أن جعلنا ملوكا واصطفى من خير خلقه رسولا أكرمه نسبا وأصدقه حديثا وأفضله حسبا فأنزل عليه كتابه وائتمنه على خلقه فكان خيرة الله من العالمين ثم دعا الناس الى الإيمان به فآمن برسول الله المهاجرون من قومه وذوو رحمه أكرم الناس حسبا وأحسن الناس وجوها وخير الناس فعالا ثم كان أول الخلق إجابة واستجاب لله حين دعاه رسول الله صلى الله عليه وسلم نحن فنحن أنصار الله ووزراء رسوله نقاتل الناس حتى يؤمنوا بالله فمن آمن بالله ورسوله منع منا ماله ودمه ومن كفر جاهدناه في الله أبدا وكان قتله علينا يسيرا أقول قولي هذا واستغفر الله لي وللمؤمنين والمؤمنات والسلام عليكم».
فقام الزبرقان بن بدر يفتخر بقومه فقال:
فلما فرغ الزبرقان قال رسول الله ﷺ لحسان بن ثابت قم يا حسان فأجب الرجل فيما قال فقام حسان فقال:
فلما فرغ حسان قام الاقرع بن حابس الدارمي فقال: إني، والله يا مُحَمَّد، لقد جئت لأمر ما جاء له هؤلاء، قد قلت شعرًا فاسمعه، قال ﷺ: هات، فقال:
فقال رسول الله ﷺ: يا حسان! فأجبه، فقام فقال:
فقال رسول الله ﷺ: لقد كنت غنيا يا أخا بني دارم أن يذكر منك ما كنت ترى أن الناس قد نسوه، فكان قول رسول الله ﷺ أشد عليهم من قول حسان.
ثم رجع حسان. إلى قوله:
فلما فرغ حسان بن ثابت من قوله، قام الأقرع بن حابس الدارمي فقال:«يا هؤلاء! ما أدرى ما هذا الأمر، تكلم خطيبنا فكان خطيبهم أرفع صوتا وأحسن قولا، وتكلم شاعرنا، فكان شاعرهم أرفع صوتا وأحسن قولا»، ثم دنا إِلَى النَّبِيّ صَلَّى اللَّهُ عَلَيْهِ وَسَلَّمَ فقال:«أشهد أن لا إله إلا اللَّه، وأنك رَسُول اللَّهِ»، فقال رَسُول اللَّهِ ﷺ:«لا يضرك ما كان قبل هذا» .
وأقاموا عند النبيّ ﷺ يتعلّمون القرآن، و يتفقّهون في الدّين. ثم أرادوا الخروج إلى قومهم، فأعطاهم رسول اللّه ﷺ وجوزهم وكساهم فأحسن جوازهم.
وقد أشار أبو بكر إلى النبي أن يؤمر عليهم القعقاع بن معبد، وأشار عليه عمر أن يؤمر عليهم الأقرع بن حابس، وكلاهما من بني دارم.

## الصحابةمن بني دارم
- الأقرع بن حابس المجاشعي الدارمي
- صعصعة بن ناجية المجاشعي الدارمي
- عطارد بن حاجب العبدلي الدارمي
- اسامة بن مالك بن الغراء الدارمي
- أبو العشراء الفقيمي الدارمي
- الحتات بن يزيد المجاشعي الدارمي
- الحصين بن أوس النهشلي الدارمي
- خالد بن مالك النهشلي الدارمي
- الأشهب بن رميلة النهشلي الدارمي
- رباح بن الحارث المجاشعي التميمي
- شبر بن صعفوق العبدلي الدارمي
- أعين بن ضبيعة المجاشعي الدارمي
- شيبان بن علقمة العبدلي الدارمي
- عبداللّه بن الهيثم بن عبدالله الدارمي
- حاجب بن زرارة العبدلي الدارمي
- علقمة بن حاجب العبدلي الدارمي
- عوف بن القعقاع العبدلي الدارمي
- عياض بن حمار المجاشعي الدارمي
- لبيد بن عطارد العبدلي الدارمي
- مالك بن عمر المجاشعي الدارمي
- القعقاع بن معبد العبدلي الدارمي
- المنذر بن كعب العبدلي الدارمي
- عمير بن عطارد العبدلي الدارمي
- هلال بن وكيع بن بشر العبدلي الدارمي
- أبو إهاب بن عزيز بن قيس العبدلي الدارمي
- أبو مدينة الدارمي
- فراس بن حابس المجاشعي الدارمي
- ضرار بن القعقاع العبدلي الدارمي

## بعض ما قيل فيهم
- اللباب والسحاب والشهاب

قال ابو عبيدة:«وكانت العرب تسمى بني عبد الله بن دارم: "اللباب" وبني مجاشع: "السحاب" لسخائهم، وبني نهشل: "الشهاب" لشدة بأسهم».
"عندما سأل الشيخ المهري يزيد بن شيبان الدارمي عن قبيلته، استفسر منه عن أصله، وعند وصوله إلى سؤاله عن أي فرع من دارم ينتمي، قال: 'أمن اللباب، أم من الهضاب، أم من الشهاب؟' فعلم أن "اللباب" يقصد به بني عبد الله، و'"الهضاب" بني مجاشع، و"الشهاب" بني نهشل.
- كرمٌ لا يدانى وشرفٌ لا يسامى وعز لا يوازى

طلب معاوية بن أبي سفيان من جروة بنت مرة أن تخبره عن قومها. قالت: عن أيهم تسألني قال: عن بني تميم. قالت: «إنهم أكثر الناس عدداً، وأوسعهم بلداً، وأبعدهم أمداً. هم الذهب الأحمر، والعدد الأكثر، والجند الأفخر».
قال:«صدقت فنزليهم منازلهم».
وبدات تتحدث عن تميم إلى ان وصلت إلى ذكر بني دارم فقالت:«وأما بنو دارم فكرم لا يدانى، وشرف لا يسامى، وعز لا يوازى».
- بيت تميم

بيت تميم، بنو عبد اللّٰه بن دارم، ومركزه بنو زرارة، وبيت قيس، فزارة ومركزه بنو بدر؛ وبيت بكر بن وائل شيبان، ومركزه بيت بني ذي الجدين.
وقال ابن الكلبي:«العدد من تميم في سعد، والبيت في بني دارم، والفرسان في يربوع»
- أشرف بيوت العرب

وقال معاوية للكلبي حين سأله عن أخبار العرب.
قال: «أخبرني عن أشرف بيت في العرب».
قال: «والله إني لأعرفه وإني لأبغضه»!
قال:«ومن هو»؟
قال:«بيت زرارة بن عدس الدارمي».
- نباهة بنو عبدالله ابن دارم

سلمت بعض القبائل بالنباهة العالية من مضرة الهجاء فكأنها لم تهج، مثل نباهة بني عدس بن زيد وبني عبد اللّٰه بن دارم. فليس يسلم من مضرة الهجاء إلا خامل جدا أو نبيه جدا.
- لَا أعلم رهطا يتوالون توالي هَؤُلَاءِ

قال ابن سلام الجمحي:«نهشل بن حري شَاعِر شرِيف مَشْهُور وَأَبوهُ حري شَاعِر مَذْكُور وجده ضمرة بن ضمرة شرِيف فَارس شَاعِر بعيد الذّكر كَبِير الْأَمر وَأَبَوَاهُ ضَمرَة بن جَابر سيد ضخم الشّرف بعيد الذّكر وَأَبوهُ جَابر لَهُ ذكر وشهرة وَشرف وَأَبوهُ قطن لَهُ شرف وفعال وَذكر فِي الْعَرَب فهم سِتَّة كَمَا ذكرنَا لَا أعلم رهطا يتوالون توالي هَؤُلَاءِ».
- قضاة عكاظ

وعكاظ اشهر سوق في العرب، ثم أن أمر الموسم وقضاء عكاظ كان في بني تميم ويكون ذلك في أفخاذهم: الموسم على حدة، وعكاظ على حدة "حتى جاء الإسلام فكان يقضي بعكاظ محمد بن سفيان بن مجاشع بن دارم، وكان أبوه سفيان قاضيها في الجاهلية، فمات فصار ذلك ميراثا لهم، وكان آخر من قضى منهم ووصل إلى الإسلام الأقرع بن حابس الدارمي".
- أفصح العرب

قال أبو عمرو بن العلاء:«أفصح العرب عليا هوازن وسفلى تميم وأما سفلى تميم فبنو دارم».
- والله لا تنسى العرب هؤلاء الثلاث أبداً

ذكر عبدالملك بن مروان يوماً في مجلسه بني دارم فقال أحد جلسائه:«يا أمير المؤمنين! هؤلاء قوم محظوظون!»
فقال عبد الملك:«اتقولوا ذلك وقد مضى منهم لقيط بن زرارة الدارمي ولم يخلّف عقباً، ومضى القعقاع بن معبد الدارمي ولم يخلّف عقباً، ومضى محمد بن عمير الدارمي ولم يخلّف عقباً! والله لا تنسى العرب هؤلاء الثلاثة أبداً».
- القباب والخيل العراب

تزوج لقيط ابن زرارة بنت ذي الجدين، وارتحل بها لقيط إلى قومه، فجعلت لا تمر بحي من العرب إلا قالت يا لقيط اهؤلاء قومك فيقول لا حتى طلعت على محلة بني عبد الله بن دارم فرأت القباب والخيل العراب قالت يا لقيط أهؤلاء قومك قال: نعم.
- كرم بني دارم

قال معاوية للنخّار العذري:«أيّ العرب أكرم بعد قريش»؟
فقال:«بيت زرارة بن عدس».
وقال زيق الشيباني في كرم بني دارم:«يا بني دارم، والله ما شاركنا أكرم منكم لأصهاركم في الحياة، ولا أكرم منكم شِركة في الممات».

## خيل بني دارم
كان لفرسان بني دارم خيول فريدة وبارزة ذكرت اخبارها في مختلف كتب الأدب العربي وهذه ابرزها:
- أثال: فرس ضمرة بن ضمرة النهشلي الدارمي،[71] خرج ضمرة على فرسه أثال، فلقي رجل يقال له: ذباب السلح، فلما نظر إلى ضمرة خاف أن يغير على إبله، فقدم له اللبن حتى يصبح في حرمه، فتشاؤم ان يرده فشربها، فأغار على إبله فأخذها فأنشأ يقول:[72]ألا مَن مبلغٌ عنّي ذُباباًذُبَاب السَلح أَيُّ فتىً حواهافلو صادفتني وأُثالُ فيهاأعنتَ العبدَ يطعنُ في كَلاهامُحَبَّسةٌ على الأهوال شُعثاًوكانت لا تُعوَّجُ عن هواهاألم تَرَ أنّني قُيِّلت فيهاوكانت لا تُقَيِّل من أتاها
- آفاق: فرس بنو فقيم بن جرير بن دارم.[73]
- الحشاء: فرس عمرو بن عمرو العبدلي الدارمي، وكان لها ما للفحل وما للأنثى، وكانت لا تجارى، وكانت ضبوبا، والضبوب: التي تبول وهي تعدو. وفيها يقول جرير:[74]ولولا مدى الحشا وبعد جرائهالقاظ قصير الخطو دامي المراغم
- خباس: فرس لبنو فقيم بن جرير بن دارم.[75]
- الخنثى: فرس عمرو بن عمرو العبدلي الدارمي، طلبه عليها مرداس بن أبي عامر السلمي يوم جبلة ففات، فقال مرداس "وكان في بني عامر":[76]فلولا مدى الخنثى وطول جرائهالرحت بطيء المشي غير مقيد
- ذو الوقوف: صخر بن نهشل بن دارم، قال فيه الأسود بن يعفر:[77]خالي ابن فارس ذي الوقوف مطلقوأبي أبو أسماء عبد الأسودحدبت بنو صخر علي وجندلنسب لعمر أبيك ليس بقعدد
- الشوهاء: فرس حاجب بن زرارة العبدلي الدارمي، ولها يقول بشر بن أبي خازم:[78]أفلت حاجب تحت العواليعلى الشوهاء ترتع في الظرابولو أدركن رأس بني تميمعفرن الوجه منه بالتراب
- صدام: فرس لقيط بن زرارة العبدلي الدارمي. وفيه جرا المثل «أشقر، إن تقدم تنحر وإن تأخر تعقر»،[79] وكان أشقره يومئذ مجففا بالديباج، وهو أول عربي جفف،[80] وكان عليه في يوم شعب جبلة فقال:أقدم صدام إنهم بنو عبسالمعشر الجلة في القوم الحمس
- الصريح: فرس لبنو نهشل أخذوه من كندة.[81]
- العباية: حرّيّ بن ضمرة النهشلي الدارمي، ويسمى "فارس العباية"، قال الفرزدق:[82]يعدي علالات العباية إذ دناله فارس المدعاس غير المعمر
- العود: فرس الأسود بن يعفر النهشلي الدارمي.[83]
- غراب: فرس لبنو فقيم بن جرير بن دارم.[84]
- الفهد: فرس عبيد بن مالك النهشلي الدارمي.[85]
- المجنحة: فرس حديج بن قيس النهشلي الدارمي.
- المدعاس: فرس الأقرع بن حابس المجاشعي الدارمي.[86]
- المدعاس: فرس النواس بن عامر المجاشعي الدارمي.[87]
- ناعق: فرس لبنو فقيم بن جرير بن دارم.[88]
- النبيز: فرس طارق بن ضمرة النهشلي الدارمي، وفيه يقول ضمرة أخو طارق بن ضمرة حين تراهن حديج بن قيس بن عمرو بن قطن، وطارق بن ضمرة بن جابر بن قطن على فرسيهما، فسبقت النبيز المجنحة. فلما كان بعد ذلك ذعر الناس فركبوا، فأدرك طارق على المجنحة إبلا، فلما حواها تعبتت فرسه، فأدركه ركب الناس فاقتسموا تلك الإبل، وطارق غلام فقال في ذلك ضمرة بن ضمرة:[89]أبقى رهان أبي ربيعة غدوةمنها، ولم يك بعدها تعقيبوتسوقها رجلا جداية حلبوتسد هبة صدرها وتصوبغيبت عن ذاك الصنيع وأهلهوالعز يشهد مرة ويغيب
- الورد: فرس أحمر بن جندل بن نهشل بن دارم، وله يقول بعض بني قشير في يوم رحرحان:[90]تجنبتنا بالورد يوم رأيتنايمر كمر الثعلب المتمطروأيقن أن الخيل إن تلتبس بهيفظ عانيا أو يتركوه لأنسر

## بيارق بنو دارم

### بيرق بنو دارم فيالجاهلية

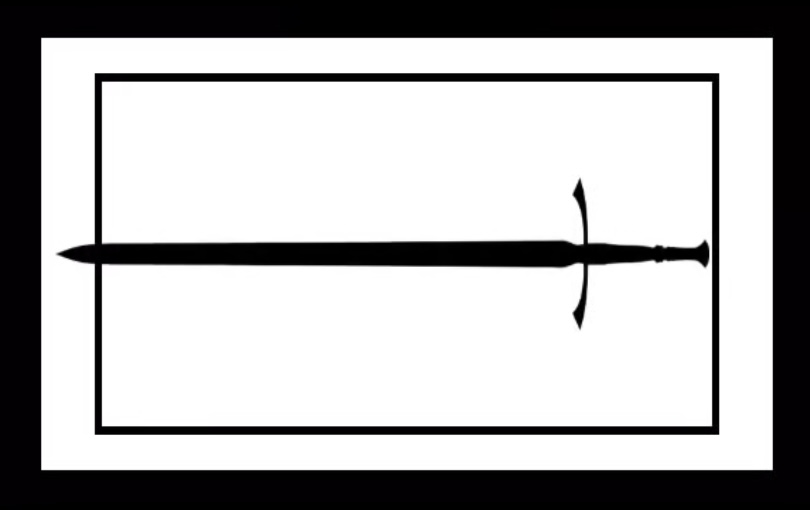

وقد أنشأ البيرق حاجب بن زرارة الدارمي وقد أتخذ البيرق في بنو تميم بشكل عام وبنو دارم بشكل خاص.

### بيرق بنوحنطلةفيمعركة صفين

وكان ذلك بيرق بنو حنظلة في معركة صفين وكان حامل البيرق في ذلك اليوم مالك بن حري بن ضمرة النهشلي الدارمي وكان مع علي بن أبي طالب، فتأخرت بنو تميم، يريدون الانهزام، فصاح فيهم مالك يذكرهم بأحسابهم، فقالوا: أتنادي بنداء الجاهلية؟ فقال: الفرار ويلكم أقبح! إن لم تقاتلوا على الدين فقاتلوا على الأحساب! وأخذ يرتجز، ويقاتل، إلى أن قتل، وقد رثاه أخوه الشاعر نهشل بن حري في مرات عديدة منها:

### من بيارق بنو دارم في وقتنا الحالي

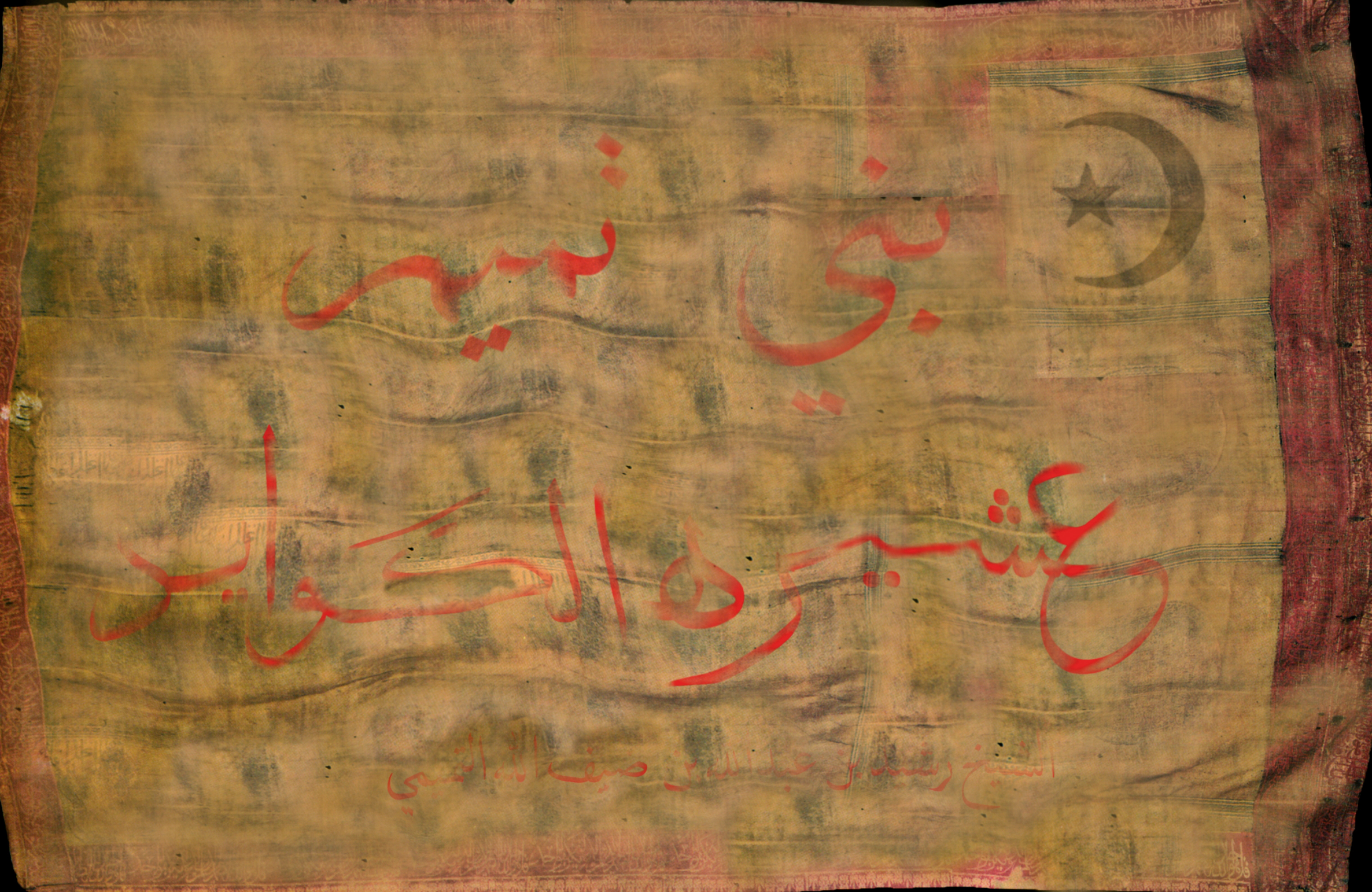

بيرق عشيرة الكوايد من بني نهشل بن دارم في عربستان ويعود تاريخ البيرق إلى القرن 14م.

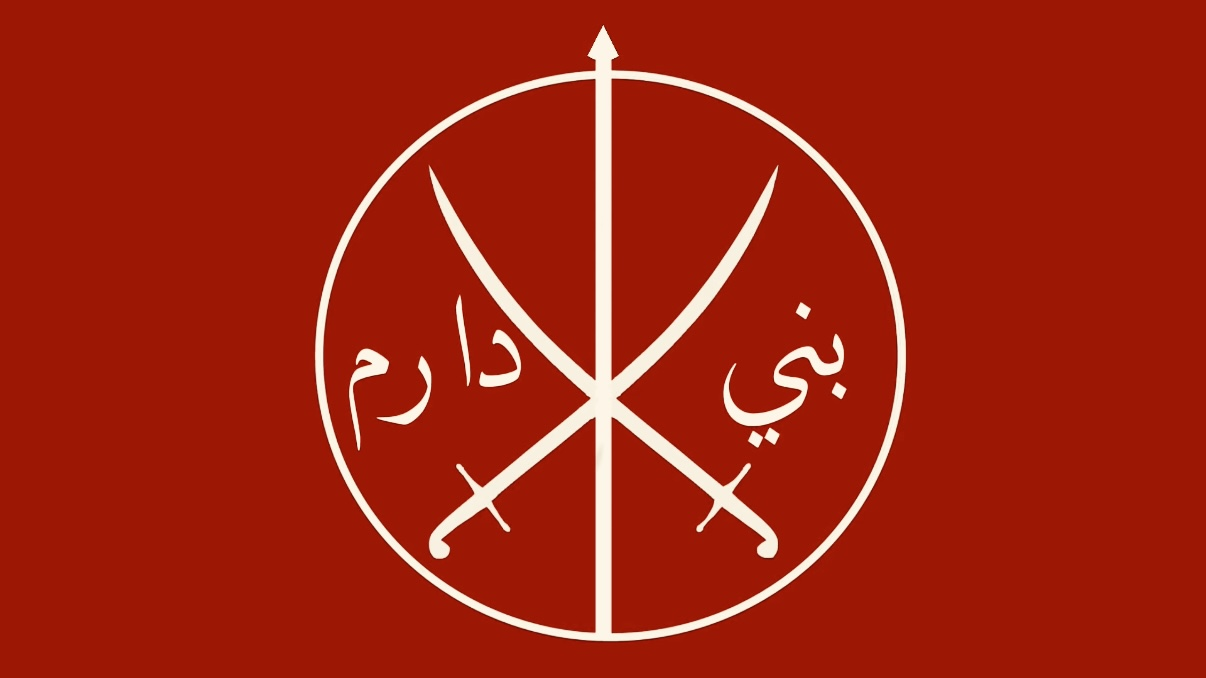

وقد اتخذ البيرق بشكل عام لجميع بطون بنو تميم ويتميز بإيطار دائري يتوسطه سيفين ورمح يمتد إلى خارج الإيطار.

## أشخاص بارزين
- المنذر بن ساوى العبدي الدارمي (ملك البحرين)
- زرارة بن عدس العبدلي الدارمي (رب معد)
- الاقرع بن حابس المجاشعي الدارمي (سيد خندف)
- ضمرة بن ضمرة النهشلي الدارمي
- حاجب بن زرارة العبدلي الدارمي (بيت تميم)
- همام بن غالب المجاشعي الدارمي (الفرزدق)
- خازم بن خزيمة النهشلي الدارمي (سيف الدولة العباسية)
- سورة ابن أبجر الأباني الدارمي (أمير عمان وسمرقند)
- عثمان بن سعيد الدارمي (شيخ الإسلام)
- صعصعة بن ناجية المجاشعي الدارمي (محيي الموؤدات)
- هلال بن وكيع بن بشر العبدلي الدارمي (سيد تميم)
- سفيان بن مجاشع بن دارم التميمي
- الأشهب بن رميلة النهشلي الدارمي
- عطارد بن حاجب العبدلي الدارمي (سيد تميم)
- لقيط بن زرارة العبدلي الدارمي (فارس مضر)
- محمد بن حبان العبدلي الدارمي (شيخ خرسان)
- صخر بن نهشل بن دارم التميمي (سيد بني حنظلة)
- خداش بن بشر المجاشعي الدارمي (البعيث)
- الحتات بن يزيد المجاشعي الدارمي (أمير عمان)
- ربيعة بن عامر العبدلي الدارمي (مسكين الدارمي)
- هريم بن أبي طحمة المجاشعي الدارمي (فارس خرسان)
- عبد الله بن عبد الرحمن الدارمي
- نهشل بن حري النهشلي الدارمي
- القعقاع بن معبد العبدلي الدارمي (تيار الفرات)
- الأسود بن يعفر النهشلي الدارمي (أعشى بني نهشل)
- أحمد بن سعيد العبدلي الدارمي (قاضي نيسابور)
- دكين بن سعيد الدارمي
- نضلة بن نعيم النهشلي الدارمي
- غالب بن صعصعة المجاشعي الدارمي
- محمد بن ذؤيب الفقيمي الدارمي (الراجز العماني)
- عبد الله بن خازم النهشلي الدارمي
- سعيد الدارمي
- الحارث بن سريج المجاشعي الدارمي (فارس خرسان)
- هناد بن السري العبدلي الدارمي (شيخ الكوفة)
- تمام بن تميم الدارمي (حاكم شمال أفريقيا)
- علي بن فضال المجاشعي الدارمي (عالم في اللغة والأدب)
- خزيمة بن خازم النهشلي الدارمي ( أمير أذربيجان والبصرة وحلب)

وغيرهم…